# Authon-la-Plaine
Authon-la-Plaine è un comune francese di 360 abitanti situato nel dipartimento dell'Essonne nella regione dell'Île-de-France.

## Società

### Evoluzione demografica
Abitanti censiti